# Praia Clube (volley-ball féminin)
Maillots
Praia Clube est un club brésilien de volley-ball fondé en 1935 et basé à Uberlândia qui évolue pour la saison 2019-2020 en Superliga feminina.

## Historique
- Praia Clube/Futel (2005-2009)
- Banana Boat/Praia Clube (2009-2014)
- Dentil/Praia Clube (2014-...)

## Palmarès
- Championnat du Brésil
  - Vainqueur : 2018[3]
  - Finaliste : 2016[4]2019[5]
- Coupe du Brésil
  - Finaliste : 2016[6], 2018, 2019, 2020.
- Championnat Mineiro
  - Vainqueur : 2006, 2011, 2012, 2013,2014,2015.
  - Finaliste : 2017, 2018
- Supercoupe du Brésil
  - Vainqueur : 2018[7]2019[8]
  - Finaliste : 2016[9]
- Championnat sud-américain des clubs
  - Finaliste : 2017[10], 2019, 2020